# 佛朗哥·巴斯克斯
佛朗哥·达米安·巴斯克斯（西班牙語：Franco Damián Vázquez，發音：[ˈfɾaŋko ðaˈmjam ˈbaskes]；1989年2月22日—）是一位阿根廷足球運動員。在場上的位置是進攻中場。現在效力於意大利足球乙级联赛球隊克雷莫納。他曾代表意大利國家足球隊參加友誼賽。

## 生平
巴斯克斯出生於阿根廷，母親是意大利人，父親是阿根廷人。因此，巴斯克斯擁有兩本護照。

## 榮譽

### 球會
巴勒莫
- 意大利足球乙级联赛冠軍：2013-14賽季

 塞維利亞
- 欧足联欧洲联赛冠軍：2019-20賽季

## 外部連結
- Soccerway資料庫：佛朗哥·巴斯克斯